# Будище (Шевченківська сільська громада)
Буди́ще — село в Україні, у Шевченківській сільській громаді Звенигородського району Черкаської області. Населення складає — 711 осіб.

## Географія
Село Будище розташоване за 103 км від обласного центру та 21 км від районного центру. Найближча залізнична станція Звенигородка (за 32 км).

## Історія
Село засноване у 1630—1640 роках XVII століття. На місці села колись у лісі була буда, де виробляли поташ. Звідси й пішла його назва. На лісових промислах почали виникати поселення, переважно із кріпосних, які втікали від панів, та з селян із розорених татарами сіл.
У путівнику «Шляхами Великого Кобзаря» зазначено, що у 1740 році Будище складалося з 70 дворів. Павло Енгельгардт — російський дворянин, офіцер німецько-балтійського походження, поміщик Тараса Шевченка, одержавши в спадщину Будище та сім сіл, у 1828 році збудував у селі маєток. У 1828—1829 роках у пана служив козачком юний Тарас Шевченко. Досі збереглися три дуби, які називають Шевченковими. За переказами, у дуплі одного з них Тарас ховав свої малюнки.
До селянської реформи 1861 року в селі налічувалось 156 дворів. За переказами в селі розробляли ліс смілянські промисловці, звідси і походить назва — «Будища смілянська».
У 1852 році спадщину Павла Енгельгардта було поділено між дружиною і трьома синами. Будище отримав юнкер Петро. У 1870 році в селі побудовано новий житловий будинок. На дочці Петра — Наталії одружився Іван Федорович Моссаковський (1860–1919), який узяв управління маєтком. У 1913 році він побудував двоповерхову школу.
До радянської влади село поділялося на дві частини — «Правда» та «Кривда», де відповідно жили багаті і бідні.

### Радянський період
Село зазнало геноциду українського народу, проведеного окупаційним урядом СРСР у 1932—1933 та 1946–1947 роках.
У 1937 році у колишньому маєтку Павла Енгельгардта почала працювати школа. У 1957 році в ній створено будинок для жінок похилого віку, який у 1973 році реорганізовано в інтернат для психічнохворих.
Під час німецько-радянської війни 239 мешканців села воювали на фронтах, 112 з них загинули, 127 удостоєні урядових нагород. 1955 року, на їх честь, у селі споруджено пам'ятник.
Станом на початок 1970-х років ХХ століття в селі працювала школа, клуб, бібліотека, фельдшерсько-акушерський пункт, майстерня пошиття одягу.
В селі містилася рільнича бригада № 4 колгоспу «Батьківщина Шевченка» (центральна садиба у селі Моринцях), працювало дослідне господарство Шевченківського гідромеліоративного технікуму.

### У Незалежній Україні
На території села діють: ПСП імені Шевченка, клуб, бібліотека, фельдшерсько-акушерський пункт, будинок-інтернат. У 2004 році село газифіковано.
8 серпня 2018 року, в ході децентралізації, Шевченківська сільська рада об'єднана з Шевченківською сільською громадою.
6 жовтня 2018 року в Будищах освячено новозбудований храм на честь святого Архистратига Божого Михаїла.

## Населення

### Мова
Розподіл населення за рідною мовою за даними перепису 2001 року:
| Мова       | Кількість | Відсоток |
| ---------- | --------- | -------- |
| українська | 699       | 98.31%   |
| російська  | 10        | 1.41%    |
| румунська  | 2         | 0.28%    |
| Усього     | 711       | 100%     |

## Пам'ятки
- Колишня садиба Павла Енгельгардта та Будищанський парк, які включені до складу Національного заповідника «Батьківщина Тараса Шевченка».
- Гупалівщина — заповідне урочище місцевого значення.
- Думний дуб — ботанічна пам'ятка природи місцевого значення.

## Особистості
З 1829 року в селі жив Тарас Шевченко, коли його забрали до поміщицького двору і він був козачком у пана Енгельгардта. Будище чимало разів згадується у повісті «Прогулка с удовольствием и не без морали», у поемі «Гайдамаки». Нині на колишньому будинку Енгельгардта (зараз — восьмирічна школа) на честь перебування Тараса Шевченка встановлена меморіальна дошка. В парку ростуть три велетенські дуби, які селяни називають Шевченковими. Ім'ям поета в селі названа одна із вулиць.
Уродженці села:
- Тютюнник Юрій Йосипович (20 квітня 1891 — 20 жовтня 1930) — український військовий діяч, генерал-хорунжий Армії УНР[7].
- Осадчий Тихін Іванович (30 червня 1866 — 24 грудня 1945) — громадський діяч, економіст, кооператор, член Української Центральної Ради.
- Романенко О. Ю. — викладач Чернівецького університету імені Юрія Федьковича, поет.